# مركز بحوث تربية النحل والعلاج بالنحل الباشكيري
مركز بحوث تربية النحل والعلاج بالنحل الباشكيري (بالروسية: Башкирский научно-исследовательский центр (БНИЦ) по пчеловодству и апитерапии) هو معهد باشكيري حكومي للبحوث الرائدة ومقره في أوفا، جمهورية بشكورستان، روسيا، المتخصص في تربية النحل والعلاج بالنحل. تم إنشاء المعهد من قبل أمير إيشيمغولوف في عام 1998. يتم إنتاج 200 نوع من إمدادات المنتجات الطبية والوقائية والتغذية ومستحضرات التجميل في المركز، ويتم تصديرها إلى بلدان أخرى. 
يعد المركز منتجًا كبيرًا للعسل البشكيري عالي الجودة والآمن من الناحية البيئية. المركز هو صاحب الترخيص الأولي والوحيد «عسل الباشكير».

## تاريخ
تم إنشاء المركز بناءً على أمر من حكومة جمهورية باشكورتوستان بتاريخ 8 يوليو 1998. بموجب مرسوم صادر عن رئيس جمهورية باشكورتوستان في عام 2000، تم تعريف مؤسسة الموازنة العامة لدولة تربية النحل والعلاج بالنحل بمؤسسة BNIC على أنها المؤسسة الرائدة للجمهورية في مشاكل العلوم والإنتاج في مجال تربية النحل والعلاج بالنحل، كما حددت وظائف مفتشية تربية النحل. 

## هيكل
يضم المركز:
- القسم العلمي لتربية النحل - نحل المحطات العلمية والتجريبية لتربية النحل؛
- القسم التكنولوجي العلمي - ورشة علمية وتجريبية لمعالجة منتجات النحل؛
- القسم العلمي للعلاج الطبيعي - المركز الجمهوري للطب التقليدي والعلاج الطبيعي (افتتح في عام 2011).[8]

من أجل الحفاظ على وإعادة إنتاج مجموعة الجينات من سلالة النحل البشكيري الفريدة من نوعها، والتي صدرت لها براءة اختراع وشهادة لمعهد تربية النحل والعلاج بالنحل الدولة الميزانية العلمية من تربية النحل، تم إنشاء 6 محطات علمية وتجريبية لتربية النحل وتعمل بنجاح (بورزيانسكايا، زيانشيرينسكايا، كيغارشينسكايا، نورمانوفسكايا، ارخانجيلسكايا) مع ما مجموعه 4 آلاف مستعمرة نحل.

## نشاط
مركز أبحاث تربية النحل والعلاج بالنحل الباشكيري، والذي يحتوي على نحل في مختلف المناطق الطبيعية في الجمهورية مع ما مجموعه 5 آلاف عائلة نحل، منتجًا رئيسيًا لعسل الباشكير الصديق للبيئة عالي الجودة، والذي يتم توفيره ليس فقط في روسيا ولكن أيضًا في الخارج، على وجه الخصوص إلى الولايات المتحدة وفرنسا واليابان. المركز هو صاحب حقوق الطبع والنشر لحق استخدام تسمية منشأ البضائع «عسل الباشكير» (كان الوحيد في تسجيله في عام 2005 حتى عام 2017). ينظم المركز دورات تدريبية متقدمة لمربي النحل، فضلاً عن مسابقات الجمهورية السنوية للنحالين، تعمل في مجال النشر والعمل الخيري. المركز هو البادئ وواحد من منظمي المعرض الجمهوري السنوي «عسل باشكورتوستان» في أوفا. في عام 2007، تم إطلاق خط لإنتاج مستحضرات التجميل على أساس العسل ومنتجات أخرى، تحت الاسم التجاري "Magic Bee" - هذه هي الشامبو، هلام الاستحمام، كريمات الوجه والجسم، إلخ.
منذ عام 2005 قام المركز بتصدير العسل إلى الولايات المتحدة الأمريكية وأوروبا الغربية. كما يصدر المركز العسل إلى آسيا.

## جوائز
- منحت المنتجات التي صنعها المركز أكثر من 1000 ميدالية في المعارض الدولية والوطنية.[14]
- 2007 - الأسبوع الأخضر الدولي في برلين (ألمانيا). Grand Prix ، الميدالية الذهبية لعسل الباشكير ورمز الميدالية الخاصة بـ «الأسبوع الأخضر».[19]
- 2010 - جائزة الزئبق الذهبي (روسيا، CCI). الفائز في الترشيح «أفضل مصدر للمؤسسات في مجال المنتجات الاستهلاكية».[20]
- 2016 - المؤتمر الدولي الخامس لتربية النحل وصنوبر العسل (تركيا). سباق الجائزة الكبرى للمعرض.[21]